# Handbook of Texas
Handbook of Texas est une encyclopédie détaillée de la géographie, de l'histoire et des personnages historiques du Texas, aux États-Unis, publiée par la Texas State Historical Association (TSHA). L'édition originale est conçue par le président de la TSHA, Walter Prescott Webb (en), du département d'histoire de l'université du Texas à Austin. Elle est publiée, en deux volumes, en 1952 et un volume supplémentaire est publié en 1976. En 1996, une nouvelle version est publiée, sous le titre New Handbook of Texas, élargissant l'encyclopédie à six volumes et plus de 23 000 articles. En 1999, le Handbook of Texas Online est mis en ligne, avec le texte complet de l'édition imprimée, toutes les corrections incorporées dans la deuxième impression du manuel et environ 400 articles supplémentaires, non inclus dans l'édition imprimée, en raison du manque de place. 